# Giovanni Sorce
Giovanni Sorce (Agrigento, 4 luglio 1969) è un ex calciatore italiano, di ruolo attaccante.

## Carriera
Ha giocato in Serie A con la maglia del Parma, e in Serie B con Licata e Lucchese.
Nella fine della sua carriera gioca nella sua città natale Agrigento

## Palmarès

### Competizioni nazionali
- Campionato italiano Serie C1: 1

Licata: 1987-1988 (girone B)
- Campionato italiano Serie C2: 1

Marsala: 1997-1998 (girone C)
- Campionato italiano Serie D: 1

Paternò: 2000-2001 (girone I)

### Competizioni internazionali
- Coppa delle Coppe: 1

Parma: 1992-1993
- Supercoppa UEFA: 1

Parma: 1993